# Konnan
Charles Ashenoff (parfois écrit sous sa forme latine Carlos Ashenoff), plus connu sous son pseudonyme Konnan, est un catcheur (lutteur professionnel) et un rappeur cubain né le 6 juin 1964 à Santiago de Cuba. Konnan est particulièrement connu au Mexique grâce à ses apparitions télévisées dans le cadre de shows organisées par l'Asistencia Asesoría y Administración, une fédération mexicaine de catch. 
Après avoir servi dans la Navy, Ashenoff commença sa carrière de catcheur professionnel au Mexique en participant à deux ligues: Empresa Mexicana de la Lucha Libre et Asistencia Asesoría y Administración. Peu après, il participa également en tant que booker. En 1992, il travailla pour la World Wrestling Entertainment (WWE) sous le nom de Max Moon, puis, en 1996, il commença à travailler à plein temps pour la World Championship Wrestling (WCW). À cette époque, il aida des catcheurs mexicains à intégrer la WCW. Il fut aussi un membre de l'équipe Filthy Animals. En 1996, il devint le premier champion poids lourds de l'AAA. En 2002, il rejoignit la Total Nonstop Action Wrestling en participant dans deux équipes: la 3Live Kru et The Latin American Xchange. Il quitta la fédération en 2007, à la suite d'un procès.

## Jeunesse
Charles Ashenoff est né à Cuba mais n'y vit pas longtemps car sa famille déménagea aux États-Unis alors qu'il n'est encore qu'un enfant, pour s'installer à Miami. Il a une enfance difficile et se fait renvoyer de plusieurs écoles avant d'entrer au lycée en 1982. Ashenoff passa également du temps en prison après qu'il eut rejoint un gang qui le conduisit à la violence et au trafic de drogue,. À la fin de sa détention, il quitte Miami car il est en conflit avec d'autres dealers. Plus tard, il a d'autres démêlés avec la justice. Il s'engage pour quatre ans dans la Navy où il fait de la boxe,. Il devient le champion de boxe amateur de la Californie, dans la catégorie poids moyens, en 1982 et 1983. Il représente également les États-Unis dans divers combats autour du monde.

## Carrière de catcheur
À l'époque où il vit à San Diego, Ashenoff pratiquait le culturisme. C'est à la suite d'une rencontre avec John Roberts, à un salon de catch professionnel, qu'il devint catcheur. Il découvrit alors que le catch était très populaire au Mexique, notamment du fait que les catcheurs mexicains portent souvent des masques et des capes, ce qui les fait ressembler à des super-héros. Du coup, il partit pour Tijuana où il s'entraîna sous la tutelle de plusieurs vétérans de la lucha libre. Parmi ses compagnons d'entrainements, on trouve notamment Dionicio Castellanos, Rey Mysterio, Manuel Ortiz ou encore Leonardo Carrera. C'est affublé d'un masque et présenté sous le surnom El Centurión (« Le Centurion ») que Ashenoff commença sa carrière à l'Universal Wrestling Association (UWA). Il participa notamment à un combat par équipe de 8 pour la somme de $200 MXP ($19.13 USD / €16.03 EUR),.
Se sentant mis en retrait, Ashenoff quitta l'UWA pour rejoindre le Consejo Mundial de Lucha Libre (CMLL) où il put rapidement participer aux événements majeurs. C'est à cette époque qu'il changea de surnom pour choisir celui de Konnan El Barbaro (« Le Barbare »). Il perdit son masque dans un combat Hair vs. Mask Match contre Perro Aguayo. À la fin du combat, un jeune garçon - présenté comme étant le frère de Konnan - monta sur le ring en pleurant. Il prit le masque et le tendit à Konnan, ce qui généra beaucoup de sympathie de la part de la foule (en lucha libre, le fait de perdre son masque est un événement important qui constitue un tournant dans la carrière du catcheur). Plus tard, Konnan devint le premier champion poids lourds de la CMLL, en remportant le tournoi de Mexico le 9 juin 1991. Cependant, il le perdit rapidement, au profit de Cien Caras, lorsqu'il dut défendre son titre le 18 août 1991.

### 1992-1996: Asistencia Asesoría y Administración
En 1992, Konnan et d'autres catcheurs de la CMLL, rejoignirent l'Asistencia Asesoría y Administración (AAA). Il décida de raccourcir son surnom pour ne conserver que « Konnan ». À cette époque, il choisit Cien Caras comme adversaire. Il perdit d'ailleurs contre lui lors d'un match de two out of three falls à cause d'une intervention de Jake Roberts. Ce match eut lieu au TripleMania à Mexico, le 30 avril 1993 devant 48 000 fans,. Konnan contesta le résultat et décida de prendre sa revanche sur Roberts. C'est au TripleMania II, qui eut lieu le 27 mai 1994 à Tijuana, qu'il le battit lors d'un combat hair vs. hair match.
Plus tard dans le courant de l'année 1994, Konnan trahit Perro Aguayo, son équipier, pour former l'alliance Los Gringos Locos avec Eddie Guerrero, Art Barr et Louie Spicolli. Aguayo prit sa revanche sur Konnan en le battant dans un match en cage lors du show télévisé AAA When Worlds Collide. Peu après, il devint booker pour l'AAA. Le 2 février 1996, Konnan battit Tylor Chamberlain à Querétaro, devenant ainsi le premier champion poids lourds de l'AAA. Il laissa le titre vacant lorsqu'il quitta l'AAA en octobre 1996 pour former sa propre ligue Promo Azteca, et le titre ne fut plus décerné jusqu'en 2004. À la fin des années 1990, la carrière mexicaine de Konnan fut entravée par les engagements qu'il avait avec les fédérations américaines. Il fut contraint de mettre un terme à la Promo Azteca en 1998. Il ne fit son retour sur le circuit mexicain qu'en 2004, après six ans d'absence.

### 1992-1993: World Wrestling Federation
Konnan fut repéré par Pierre Clermont qui le convainquit de rejoindre la World Wrestling Entertainment (WWE). Il accepta mais changea son pseudonyme pour celui de Max Moon. Il rejoignit la ligue en 1992 et y resta 8 mois. Le personnage de Max Moon était inspiré d'un cyborg. Son costume incluait des circuits intégrés ainsi qu'un pistolet permettant de réaliser de petits effets pyrotechniques. Bien entendu, il ne se servait de ce pistolet que lors du trajet des coulisses vers le ring et jamais sur le ring. Lorsqu'il était à la WWE, il changea souvent de surnoms pour utiliser the Comet Kid, Maximillion Moves, El Electrico ou Max Moon.
Il débuta le 1er septembre 1992 à la WWE, à Hershey en Pennsylvanie sous le pseudonyme the Comet Kid, où il affronta Duane Gill. Après trois shows télévisés, Konnan quitta la WWE à la suite d'un désaccord avec Vince McMahon, le propriétaire de la ligue. Konnan était persuadé qu'il était victime de discrimination de la part de McMahon. À la suite de son départ, le costume de Max Moon fut donné à Tom Boric avant de disparaître définitivement.

### 1995: Extreme Championship Wrestling
Au milieu des années 1990, Konnan essaya d'étendre ses activités à l'extérieur du Mexique. Après avoir rencontré le booker Paul Heyman de l'Extreme Championship Wrestling (ECW) à Singapour, Konnan rejoignit l'ECW en 1995 et choisit Jim Fullington comme adversaire. Il apparut à l'ECW November to Remember le 18 novembre 1995 où il écrasa Jason Knight. Il combattit également à un événement promus par l'ECW et l'AAA à Chicago dans l'Illinois.

### 1990-2001: World Championship Wrestling
(octobre 2009).
Si vous disposez d'ouvrages ou d'articles de référence ou si vous connaissez des sites web de qualité traitant du thème abordé ici, merci de compléter l'article en donnant les références utiles à sa vérifiabilité et en les liant à la section « Notes et références ».
La première apparition de Konnan au World Championship Wrestling (WCW) eut lieu le 16 décembre 1990 au show Starrcade 1990. Il fit équipe avec son entraîneur et mentor, Rey Misterio, Sr.. Ils participèrent ensemble à l'événement et battirent Norman Smiley et Chris Adams en quart de finale, mais perdirent en demi-finale contre les Steiner Brothers. Ces derniers remportèrent le tournoi.
Estimant qu'il avait fait le tour des ligues mexicaines et désireux d'accroître sa notoriété aux États-Unis, Konnan décida de s'investir à plein temps dans la WCW à partir de janvier 1996. En tant que membre de la ligue, il fut responsable du recrutement de plusieurs catcheurs mexicains tels que Rey Mysterio, Dionicio Castellanos, Juventud Guerrera ou encore Jesus Alfonso Escoboza. Le 29 janvier 1996, Konnan battit George Gray (One Man Gang) pour le championnat des États-Unis de la WCW, dans la catégorie poids lourds, ce qui lui permit d'obtenir le titre. Pendant son règne, il continua de défendre ses titres de champions poids lourds à l'International Wrestling All-Stars (IWAS) et à l'AAA au Mexique (ces titres étaient associées au Mexique même si Konnan les portaient sur la ligue américaine du WCW). Lors du WCW Uncensored de 1996,il bat le futur U.S. et son ami Eddie Guerrero en conservant le WCW United States Championship. Lors du WCW Saturday Night du 22 juin, Konnan bat VK Wallstreet pour conserver le titre des États-Unis. Il perdit son titre de champion poids lourds américain le 7 juillet 1996, c'est-à-dire six mois après l'avoir gagné, au profit de Ric Flair lors du show Bash at the Beach 1996. Plus tard, Konnan rejoignit le Dungeon of Doom, une équipe anti Hulk Hogan mais qui était déjà sur le déclin.
Le 14 juillet 1997, le lendemain de la dissolution de Dungeon of Doom, Konnan rejoignit l'équipe New World Order (nWo). Sa première mission en tant que membre de la nWo, fut de combattre les catcheurs mexicains qu'il avait lui-même recruté. Dans ce contexte, il affronta Rey Mysterio au show Road Wild 1997 puis Juventud Guerrera au Uncensored 1998. Le 4 mai 1998, lors d'un épisode du show Nitro, le nWo se scinda en deux factions rivales. Konnan resta avec les nWo Wolfpac, menés par Kevin Nash. Ces derniers ne tardèrent pas à s'en prendre à l'autre faction, les nWo Hollywood menés par Hulk Hogan, et finirent par devenir des tweeners. À cette époque, Konnan intégra de nombreux mouvements de hip-hop dans sa gestuelle et fut rapidement surnommé K-Dawg. Dans l'épisode du 30 novembre 1998 de Nitro, Konnan battit Chris Jericho au WCW World Television Championship, remportant ainsi le titre. Cependant, il le perdit un mois plus tard, le 28 décembre 1998, au profit de Scott Steiner, alors membre de la nWo Hollywood. En janvier 1999, les deux factions se réunirent de nouveau mais Konnan fut expulsé de l'équipe et attaqué par le nWo. Du coup, il devint un favori du public. Peu après, il forma une équipe avec Rey Mysterio dans le but de combattre le nWo. Ils s'en prirent particulièrement à Lex Luger. Lors du SuperBrawl IX, ils furent battus par The Outsiders, qui en profitèrent pour enlever le masque de Rey. Konnan critiqua plus tard la WCW sur le fait que la ligue ne respectait pas la culture mexicaine en ce qui concernait l'importance du masque pour le catcheur. Il compara le fait d'ôter le masque d'un luchador au fait d'aller au Japon et d'ordonner aux japonais de manger avec des fourchettes plutôt qu'avec des baguettes.
Konnan passa ensuite plusieurs mois à rivaliser avec Glenn Gilberti puis il s'en prit à Lane Huffman. Konnan et Rey formèrent une alliance avec Master P et ses No Limit Soldiers, et combattirent les West Texas Rednecks. Lorsque Master P quitta la WCW, Konnan forma une nouvelle équipe, appelée les Filthy Animals, uniquement avec Rey Mysterio. Le 18 octobre 1999, ils gagnèrent contre l'équipe Harlem Heat, composée alors de Booker Huffman et de Stevie Ray, lors du WCW World Tag Team Championship, remportant ainsi le titre. Le 24 octobre 1999, un match revanche était prévu lors du Halloween Havoc 1999 mais le combat n'eut pas lieu car Rey Mysterio fut déclaré blessé le soir même de l'événement. Le titre fut remis en jeu lors d'un combat opposant 3 équipes de deux personnes : les Filthy Animals (Konnan et Billy Kidman) contre Harlem Heat contre The First Family (représentée par William DeMott et Brian Knobbs). Le titre fut reconquis par Harlem Heat. Konnan et Billy regagnèrent le titre la nuit suivants lors d'un épisode de Nitro, mais ils le perdirent de nouveau le 22 novembre 1999 au profit des Harris Brothers (Patrick et Gerald).
Konnan fut inactif au début de l'année 2000 à cause d'une suspension de 3 mois que Bill Busch lui infligea, à la suite de sa demande de quitter la WCW car il n'aimait pas la façon dont il était traité. Une fois de retour et après avoir reformé les Filthy Animals, Konnan dut arrêter temporairement le catch à cause d'une déchirure musculaire sur un triceps. La déchirure survint dans un match, lorsque Mark Hildreth jeta Juventud Guerrera sur lui. Le coude de Juventud le toucha violemment au triceps alors qu'il tentait de le rattraper. Au cours de l'année 2000, les Filthy Animals s'attaquèrent à d'autres équipes telles que les Misfits In Action, les Natural Born Thrillers et la Team Canada. Lors du show WCW Greed du 18 mars 2001, Lance Storm et Mike Awesome (représentant la Team Canada), gagnèrent contre Hugh Morrus et Konnan, qui faisait là l'une de ses dernières apparitions dans la ligue avant qu'elle ne soit vendue à la WWF en mars 2001.
Après la vente de la WCW, Konnan participa à des shows en Australie et en Europe pour promouvoir la nouvelle ligue World Wrestling All-Stars. En plus de catcher, Konnan fut également commentateur. Pendant une période, il étudia également la criminologie dans le but éventuel de travailler en tant que détective privé avec son père.

### 2002-2007: Total Nonstop Action Wrestling
Konnan apparut à l'inauguration de la Total Nonstop Action Wrestling (TNA) en pay-per-view le 19 juin 2002, qui s'est déroulée au Von Braun Center à Huntsville en Alabama. Il commença par un gauntlet match mais il perdit face à Jerry Tuite qui lui fit un chokeslam. Il revint à la TNA le 12 février 2003 et forma une alliance, nommée les Authentic Luchadores, avec d'autres catcheurs latinos: Juventud Guerrera, Francisco Pantoja Islas et l'équipe The S.A.T.. L'alliance s'en prit à Jerry Lynn jusqu'au 2 avril 2003, date à laquelle Lynn affirma qu'il fut énormément influencé par la Lucha libre et qu'il avait beaucoup de respect pour ses adversaires mexicains. Il gagna ainsi l'amitié de Konnan.

#### The 3Live Kru
En mai et juin 2003, Konnan commença à travailler en équipe avec Brian Gerard James puis avec Ron Killings. En juillet 2003, le trio forma une alliance nommée The 3Live Kru, dont la principale caractéristique est l'origine ethnique des catcheurs. En effet, Konnan est typé latino, Brian est typé européen et Ron est typé africain ce qui en fait une formation hétéroclite. Leur premier combat eut lieu le 13 août 2003, où ils l'emportèrent sur The New Church (composée de Nick Cvjetkovich, David Heath et de Devon Storm). Le 26 novembre 2003, ils remportèrent un autre combat contre un trio formé de Pat Kenney, Joseph Dorgan et Glenn Gilberti, ce qui leur permit de décrocher le titre de champion par équipe de la National Wrestling Alliance (NWA). Ils conservèrent leur titre jusqu'au 28 janvier 2004, date à laquelle ils furent battus par Kevin Northcutt et Joe Hitchen à Nashville. Après plusieurs tentatives avortées de décrocher de nouveau le titre, le trio encouragea Ron dans son entreprise à devenir de nouveau le champion poids lourds de la NWA (il avait déjà eu ce titre le 7 août 2002). Il y parvint le 19 mai 2004 au tournoi de Nashville. Plus tard, le 3Live Kru démarra une rivalité contre The Elite Guard, alors composée de Chad Collyer, Shawn Hernandez et de Kyle McNeely. Le 14 juillet 2004, à l'aide de Dusty Rhodes et de Larry Zbyszko, ils battirent The Elite Guard qui était accompagné de Ken Shamrock. À partir du mois d'août 2004, ils s'en prirent à la Team Canada. Lors du show télévisé payant Victory Road 2004 du 7 novembre 2004, Konnan et Brian Gerard James battirent deux des membres de la Team Canada, Bobby Roode et Eric Young, ce qui leur permit d'obtenir de nouveau le titre de champion par équipe de la NWA. Cependant, ils ne gardèrent le titre qu'un seul mois car la Team Canada le leur reprit le 5 décembre 2004 lors du show Turning Point 2004, avec l'aide de Johnny Devine.
Lors du premier semestre 2005, The 3Live Kru s'en prit à Matt Bentley, Frankie Kazarian, ainsi qu'à la Team Canada et à The Naturals. Une forte dissension survint au sein de l'équipe lorsque Monty Sopp, un ancien partenaire de Brian Gerard James à la WWF, rejoignit la TNA sous le pseudonyme « The New Age Outlaw ». En effet, ce dernier incita Brian à reformer leur ancienne équipe des New Age Outlaws, et donc à quitter le 3Live Kru. Konnan et Ron n'apprécièrent pas du tout et s'en prirent à Monty Sopp, ainsi qu'à Monty Brown. Brian, qui appréciait toutes ces personnes, préféra ne pas prendre parti. Le 17 juillet 2005, Monty Sopp et Monty Brown, qui changea d'ailleurs de pseudonyme pour celui de Kip James, battirent Konnan et Ron lors du show TNA No Surrender 2005. La frustration de Konnan et Ron fut telle qu'ils changèrent le nom de leur équipe pour s'appeler désormais The 2Live Kru. Ils s'affrontèrent de nouveau le 14 août 2005 lors du show TNA Sacrifice 2005. Cette fois, Brian Gerard James choisit de montrer sa loyauté à la Kru en montant sur le ring pour attaquer Monty Sopp, ce qui leur permit de remporter le match. Ils fêtèrent leur victoire en reprenant le nom The 3Live Kru.
Les semaines suivantes, Monty Sopp changea radicalement d'attitude en soutenant le 3Live Kru dans ses matchs. Le 23 octobre 2005, lors du show Bound for Glory (2005), il n'hésita pas à monter sur le ring pour aider Konnan qui était en difficulté contre la Team Canada. Trois jours plus tard, lors d'un épisode du show TNA iMPACT!, Brian Gerard James invita Monty Sopp et le Kru à monter sur le ring. Là, il proposa à Konnan et à Ron que Monty rejoigne le Kru. Après une discussion très animée, Konnan et Ron donnèrent leur agrément et l'équipe devint The 4Live Kru. Mais cette entente fut très passagère. Lors du show Turning Point 2005, pendant un combat opposant The 4Live Kru et la Team Canada, Konnan attaqua Brian Gerard James et Monty Sopp. Cela fut la fin de l'équipe. Brian et Monty formèrent une nouvelle équipe, The James Gang, tandis que Konnan recruta d'autres catcheurs pour créer The Latin American Xchange.

#### The Latin American Xchange
Dans l'épisode du 31 décembre 2005 de TNA iMPACT!, Konnan dit à Bob Armstrong, le père de Brian Gerard James, qu'il s'était un peu trop emballé en parlant et l'invita donc à l'accompagner hors ring pour lui présenter des excuses. Mais au lieu de présenter ses excuses, Konnan amena Armstrong vers Germán Figueroa et Nelson Erazo qui l'attendaient en embuscade. Ce trio, qui fut ensuite connu sous le nom de The Latin American Xchange (LAX), chargea Armstrong de dire à son fils et à Kip de se mêler de leurs propres affaires. Lors de la TNA Final Resolution du 15 janvier 2006, Konnan et Erazo remportèrent la victoire contre The Naturals. Après que Figueroa fut remercié par la TNA, il fut remplacé par Ricky Vega qui fut vaincu par Konnan puis par Erazo. Dans les semaines suivantes, Konnan commença à s'en prendre à Bob Armstrong. Dans l'épisode du 8 avril 2006 de Impact!, Konnan affronta Armstrong dans un bras de fer. Cependant, il n'y eut pas de vainqueur car Shawn Hernandez intervint dans le duel en attaquant Armstrong. Le 23 avril 2006, au Lockdown show, Konnan fut battu par Armstrong lors d'un nouveau bras de fer qui eut lieu dans une cage d'acier pour éviter toute intervention. À la fin du combat, chaque membre du LAX reçut dix coups de fouet par les New Age Outlaws.
En mai 2006, Konnan devint le commentateur sportif du show TNA iMPACT!. Le même mois, avec les autres membres du LAX, il démarra un scénario dans lequel ils refusaient de catcher et ajouta également que lui et Jack Melendez refusaient de commenter, en prétextant une discrimination contre les latinos au sein de la TNA. Après que Jim Cornette les obligea à combattre de nouveau, ils commencèrent à s'en prendre à A.J. Styles et Christopher Daniels, avec qui Erazo et Hernandez échangèrent régulièrement le titre de chamption de la NWA par équipe. Plus tard, le LAX s'en prit à l'America's Most Wanted et aux Dudley Boyz mais ils perdirent contre les Dudley Booyz au Lockdown show 2007.
Début 2007, Konnan dut subir une intervention chirurgicale pour remplacer une hanche par une prothèse. Du coup, il apparut fréquemment en fauteuil roulant. En juin, Konnan quitta la TNA pour aller à l'AAA au Mexique. En juillet, il subit une nouvelle intervention chirurgicale pour une greffe de rein. En mars 2008, Konnan s'en prit à la TNA pour racisme et discrimination, affirmant notamment que la ligue avait promis de payer le remplacement de sa hanche mais qu'elle ne l'a pas fait. Il ajouta également que la TNA avait payé l'opération de Scott Steiner mais qu'elle n'avait pas payé celle de Ron Killings qui s'était déroulé à la même époque.

### Retour à l'Asistencia Asesoría y Administración
Konnan revint plus tard à l'Asistencia Asesoría y Administración. Juventud Guerrera affirma en 2009 que Konnan est bien le « vrai patron » de la ligue. À présent, il travaille à la FCW fédération de développement de la Wwe en tant qu'entraîneur de Xavier Woods.

### Retour à Impact (2017-...)

#### Leader de The Latin American XChange (2017-2019)
Le 16 août 2018, LAX et The OGZ se retrouvent dans la rue pour un combat de rue, Ortiz & Santana parviennent après un combat difficile et intense à mettre K.O Homicide & Hernandez et à récupérer leurs titres par équipe volés par The OGZ lors de Slammiversary. Après le combat, King provoque et insulte Konnan, ce dernier lui répondra avec un coup de poing au visage, laissant les membres du OGZ K.O sur le trottoir.
Le 23 août, les membres de The OG'z renversent en voiture un enfant qui accompagnait LAX. Le 14 octobre lors de Bound for Glory 2018, Ortiz, Santana & Konnan battent The OGz (King, Hernandez & Homicide) au cours d'un Concrete Jungle Death match.    

#### Producteur (2019-...)
Le 23 janvier 2019, il intègre l'équipe créative d'Impact Wrestling comme producteur.

### Major League Wrestling (2018-...)
En 2018, il commence à apparaître à la MLW en tant que manager de Fénix et Pentagón Jr..

## Vie personnelle
En mars 2009, Konnan et Jack Evans ont été impliqués dans un combat hors ring contre Juventud Guerrera. Le combat débuta après que Guerrera ait accusé Konnan d'avoir déféqué dans son sac. Evans, qui n'était pas loin, attrapa Guerrera par derrière, démarrant ainsi le combat.
Dans son autobiographie, Bret Hart remercie Konnan de lui avoir appris à pratiquer la prise du sharpshooter.

## Filmolographie
- 2000 : Ça va brasser!

## Palmarès
- Asistencia Asesoría y Administración
  - 1 fois AAA Americas Heavyweight Champion en 1996[1],[18]

- Consejo Mundial de Lucha Libre
  - 1 fois CMLL World Heavyweight Champion en 1991[1],[19]

- International Wrestling All-Stars
  - 1 fois IWAS World Heavyweight Champion en 1996[1],[20]
  - 1 fois IWAS World Tag Team Champion avec Rey Mysterio, Jr. en 1996[21]

- International Wrestling Council
  - 1 fois IWC Heavyweight Champion en 1994[1],[22]

- Total Nonstop Action Wrestling
  - 2 fois NWA World Tag Team Champion avec B.G. James et Ron Killings en 2003 et 2004[23]

- World Championship Wrestling
  - 1 fois WCW United States Heavyweight Champion en 1996[1],[24]
  - 2 fois WCW World Tag Team Champion avec Rey Mysterio, Jr. (1) et Billy Kidman (1) en 1999[1],[25]
  - 1 fois WCW World Television Champion en 1998[1],[26]

- World Wrestling Council
  - 1 fois WWC Universal Heavyweight Champion en 2002[1],[27]
  - 1 fois WWC World Tag Team Champion avec Carly Colón en 2002[1],[28]

## Récompenses des magazines
- Pro Wrestling Illustrated

| Année | 1991 | 1992 | 1993 | 1994 | 1995        | 1996 | 1997 | 1998 | 1999 | 2000 à 2002 |
| ----- | ---- | ---- | ---- | ---- | ----------- | ---- | ---- | ---- | ---- | ----------- |
| Rang  | 49   | 143  | 125  | 34   | 38          | 25   | 100  | 99   | 88   | Non classé  |
| Année | 2003 | 2004 | 2005 | 2006 | 2007 à 2008 | 2009 | 2010 |      |      |             |
| Rang  | 114  | 164  | 106  | 169  | Non classé  | 147  | 295  |      |      |             |